# کفش مجلسی
کفش مجلسی (انگلیسی آمریکایی) کفشی است که می‌توان آن را در مراسم‌های غیررسمی یا رسمی‌تر پوشید. یک کفش مجلسی معمولاً در تضاد با یک کفش ورزشی است. بسیاری کفش‌های مجلسی را به عنوان کفش‌های استاندارد روزانه خود می‌پوشند و به‌طور گسترده در رقص، مهمانی‌ها و مناسبت‌های خاص استفاده می‌شوند.

## سبک‌ها
کفش‌ها بر اساس معیارهای مختلفی طبقه‌بندی می‌شوند.

### آکسفورد
آکسفوردها (بریتانیایی) یا بالمورال‌ها (آمریکایی) روی پای فرد پوشنده می‌ماند و از نوع کفش جلو بسته هستند. بسیاری از آکسفوردها یک تکه چرم اضافی روی قسمت انگشت پا دوخته شده‌اند که به عنوان کلاهک پا شناخته می‌شود. کفش‌های آکسفورد استانداردی برای پوشیدن با کت و شلوارها هستند.

### کفش راهب
کفش راهبان (که بند راهبان نیز نامیده می‌شود) بدون بند است و توسط یک سگک بسته می‌شود. کفش‌های راهب معمولاً کمتر رسمی در نظر گرفته می‌شوند چرا که به ندرت با هر نوع لباس رسمی مناسب هستند.

#### صندل

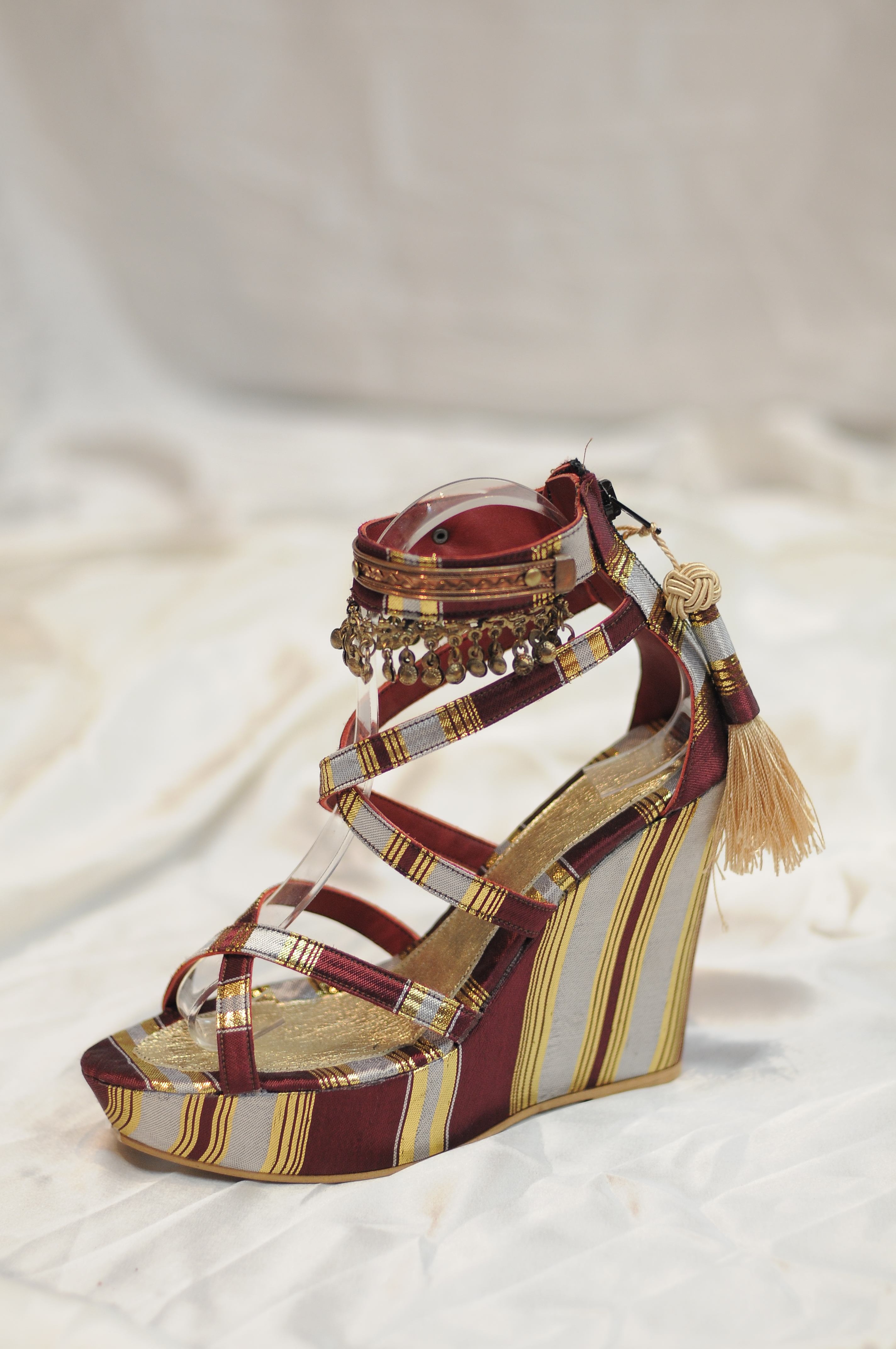
صندل تونسی پاشنه بلند

در حالی که صندل‌ها معمولاً غیررسمی‌تر هستند، برخی از صندل‌ها را می‌توان با لباس‌های مجلسی پوشید. به عنوان مثال، هر صندلی که دارای پاشنه، بندهای زیاد یا روکش براق باشد احتمالاً در فضای رسمی‌تر قابل قبول است. در سال ۲۰۰۵ هنگامی که برخی از اعضای تیم چوگان قهرمان ملی زنان دانشگاه نورث وسترن با دمپایی از کاخ سفید بازدید کردند، یک جنجال جزئی به وجود آمد. پس از انتقادات، کفش‌های آن‌ها در نهایت در ای‌بی به حراج گذاشته شد تا برای یک بیمار سرطانی جوان پول جمع‌آوری کند. این حراج تقریباً ۱۶۵۳ دلار جمع‌آوری کرد.
بسیاری از جوانان احساس می‌کنند که می‌توان دمپایی‌ها را در زمینه‌های مختلف اجتماعی پوشید، در حالی که نسل‌های قدیمی‌تر احساس می‌کنند که پوشیدن آن‌ها در مناسبت‌های رسمی نشان دهنده تنبلی است.
دالایی لاما تبت یکی از افرادی است که صندل می‌پوشد و با پوشیدن صندل با چندین رئیس‌جمهور آمریکا از جمله جورج دبلیو بوش و باراک اوباما ملاقات کرده‌است.